# Liste der Biografien/Gat
Liste der Biografien |
Portal Biografien |
Personensuche
# |
A |
B |
C |
D |
E |
F |
G |
H |
I |
J |
K |
L |
M |
N |
O |
P |
Q |
R |
S |
T |
U |
V |
W |
X |
Y |
Z |
?
 
Ga |
Gb |
Gc |
Gd |
Ge |
Gf |
Gh |
Gi |
Gj |
Gk |
Gl |
Gm |
Gn |
Go |
Gp |
Gq |
Gr |
Gs |
Gu |
Gv |
Gw |
Gy |
Gz
 
Gaa |
Gab |
Gac |
Gad |
Gae |
Gaf |
Gag |
Gah |
Gai |
Gaj |
Gak |
Gal |
Gam |
Gan |
Gao |
Gap |
Gaq |
Gar |
Gas |
Gat |
Gau |
Gav |
Gaw |
Gax |
Gay |
Gaz
Die Liste der Biografien führt alle Personen auf, die in der deutschsprachigen Wikipedia einen Artikel haben. Dieses ist eine Teilliste mit 326 Einträgen von Personen, deren Namen mit den Buchstaben „Gat“ beginnt.

## Gat
- Gat Decor, britischer Disc Jockey und Musikproduzent
- Gat, Azar (* 1959), israelischer Militärhistoriker und Militärtheoretiker
- Gat, Emanuel (* 1969), israelischer Tänzer und Choreograf

### Gata
- GaTa, US-amerikanischer Rapper und SchauspielerGaTa

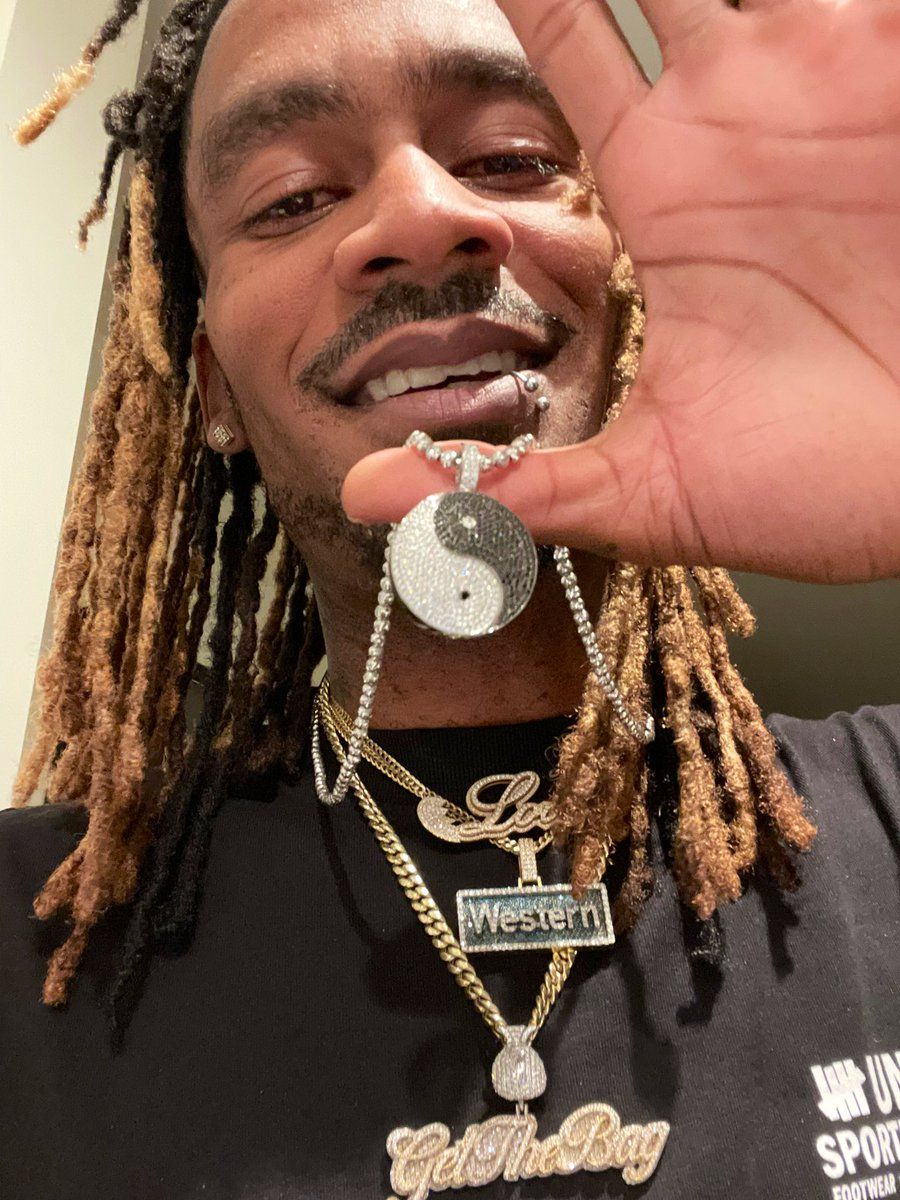
GaTa

- Gata, Kamilo (1949–2004), französischer Politiker, Mitglied der Nationalversammlung
- Gatacre, William (1843–1906), britischer Generalleutnant
- Gatagow, Alan Maratowitsch (* 1991), russischer Fußballspieler
- Gátai, Róbert (* 1964), ungarischer Florettfechter
- Gatajewa, Hadidschat, tschetschenische Aktivistin
- Gatarić, Dalibor (* 1986), deutscher Fußballspieler
- Gatarić, Danijel (* 1986), deutscher Fußballspieler
- Gatarić, Goran (* 1961), serbischer Maler
- Gatarić, Nikola (* 1992), kroatischer Fußballspieler
- Gataullin, Rodion Aksanowitsch (* 1965), russischer Stabhochspringer

### Gatc
- Gațcan, Alexandru (* 1984), moldauischer Fußballspieler

### Gate
- Gate, Aaron (* 1990), neuseeländischer Radrennfahrer
- Gate, Simon (1883–1945), schwedischer Maler, Designer und Glaskünstler
- Gatea, Jelena (* 1995), österreichische Fußballspielerin
- Gâteaux, René (1889–1914), französischer Mathematiker
- Gatel, Jean (* 1948), französischer Politiker, Mitglied der Nationalversammlung
- Gateley, Michael (* 1904), indischer Hockeyspieler
- Gatelis, Mindaugas (* 1979), litauischer Handballschiedsrichter
- Gatell Valls, Gerardo (* 1940), spanischer Fußballspieler
- Gately, Stephen (1976–2009), irischer PopsängerStephen Gately (1976–2009)

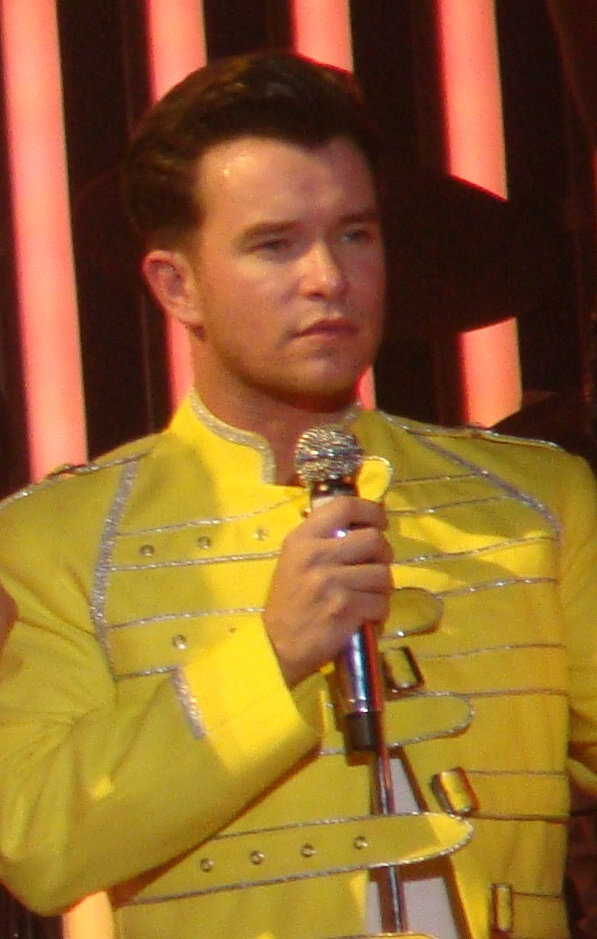
Stephen Gately (1976–2009)

- Gater, Roy (1940–2017), englischer Fußballspieler und -trainer
- Gateri, Teresiah Muthoni (* 2002), kenianische Langstreckenläuferin
- Gatermann, Dörte (* 1956), deutsche Architektin und Hochschullehrerin
- Gatermann, Fabian (* 1984), deutscher Künstler
- Gatermann, Karl der Ältere (1883–1959), deutscher Maler, Zeichner und Grafiker
- Gatermann, Karl der Jüngere (1909–1992), deutscher Maler, Grafiker sowie Bühnenbildner
- Gatermann, Uwe (1938–2013), deutscher Geher und Langstreckenläufer
- Gates, Antonio (* 1980), US-amerikanischer American-Football-Spieler
- Gates, Benjamin (1873–1943), US-amerikanischer Anwalt und Politiker, State Auditor von Vermont
- Gates, Bernard (1686–1773), englischer Komponist und Sänger (Bass)
- Gates, Bill (* 1955), US-amerikanischer Unternehmer, Programmierer und MäzenBill Gates (* 1955)

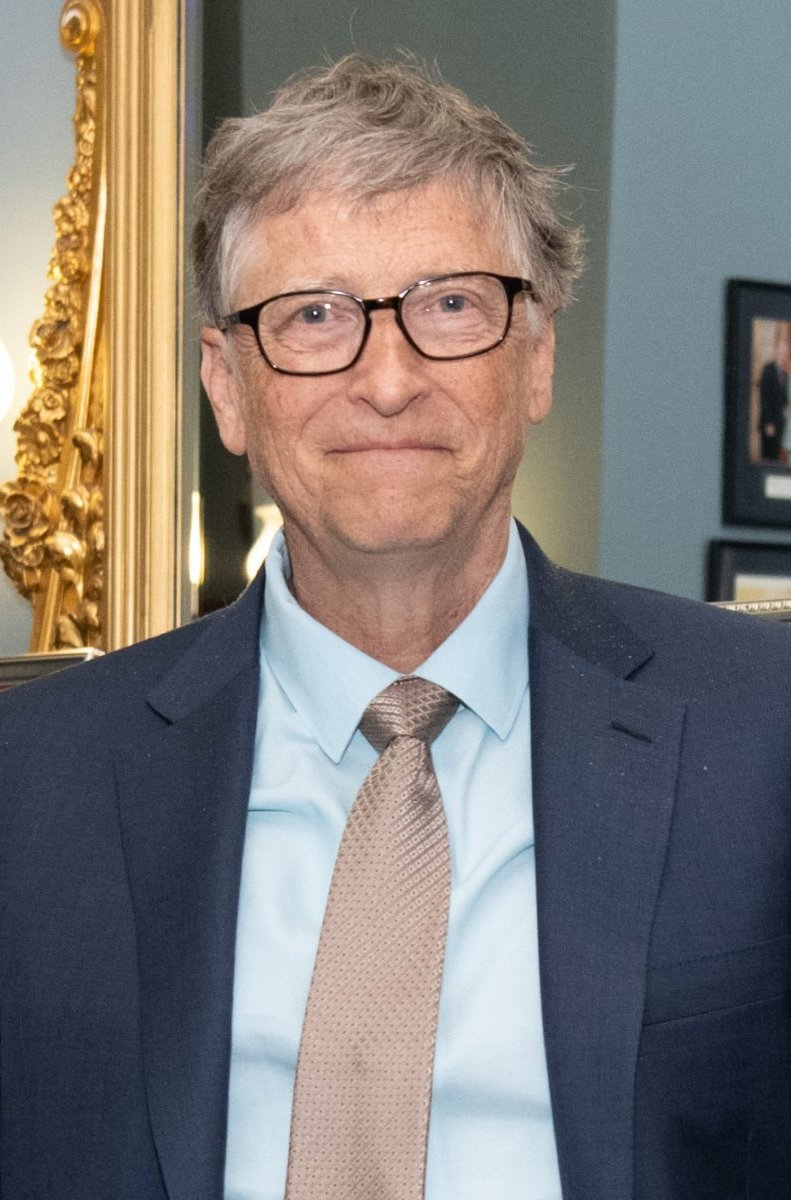
Bill Gates (* 1955)

- Gates, Charles junior (1921–2005), US-amerikanischer Geschäftsmann und Philanthrop
- Gates, Charles W. (1856–1927), US-amerikanischer Politiker
- Gates, David (* 1940), US-amerikanischer Singer-Songwriter, Sänger der Rock-Gruppe Bread
- Gates, David (* 1947), US-amerikanischer Journalist und Schriftsteller
- Gates, Elmer (1859–1923), US-amerikanischer Erfinder
- Gates, Fanny (1872–1931), US-amerikanische Physikerin und Hochschullehrerin
- Gates, Frederick Taylor (1853–1929), US-amerikanischer Baptistenpastor, Vermögensverwalter und Berater von John D. Rockefeller
- Gates, Gareth (* 1984), britischer Sänger
- Gates, Giacomo (* 1950), US-amerikanischer Jazzsänger
- Gates, Gordon E. (1897–1987), US-amerikanischer Zoologe und Hochschullehrer
- Gates, Gregory (1926–2020), US-amerikanischer Ruderer
- Gates, Henry Louis (* 1950), amerikanischer Literatur- und Kulturwissenschaftler
- Gates, Horatio (1727–1806), amerikanischer General im UnabhängigkeitskriegHoratio Gates (1727–1806)

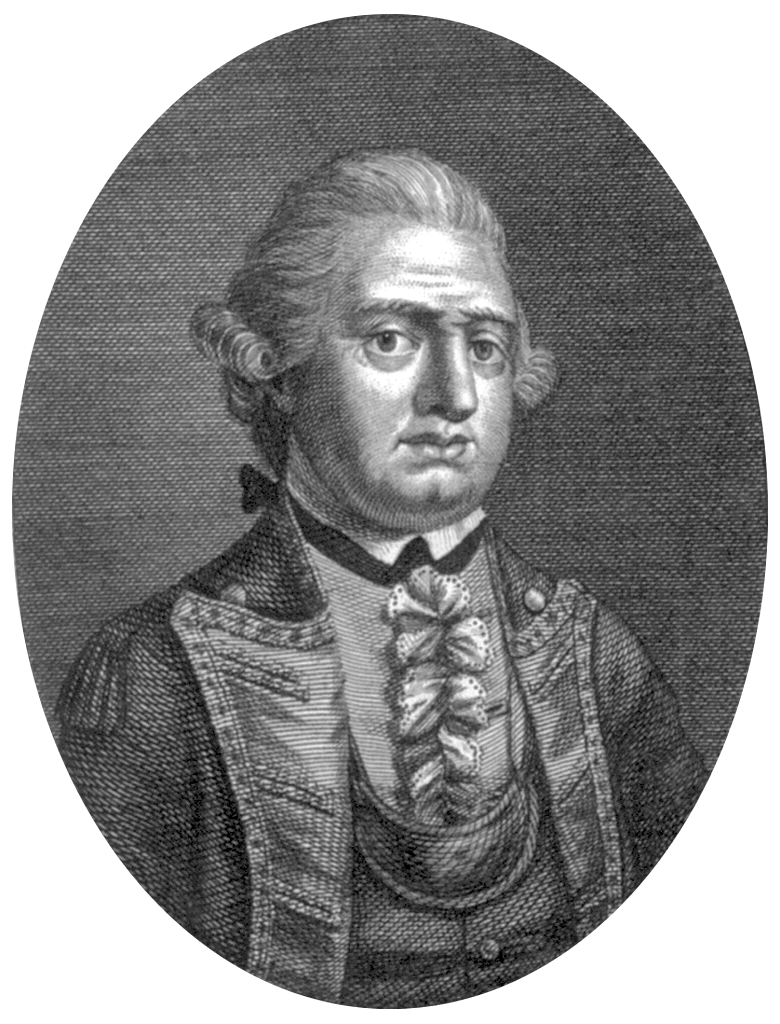
Horatio Gates (1727–1806)

- Gates, Kevin (* 1986), US-amerikanischer Rapper
- Gates, Larry (1915–1996), US-amerikanischer Schauspieler
- Gates, Leonard (* 1970), US-amerikanischer Dartspieler
- Gates, Madeleine (* 1998), US-amerikanische Volleyballspielerin
- Gates, Marshall D. (1915–2003), US-amerikanischer Chemiker
- Gates, Mary Maxwell (1929–1994), US-amerikanische Geschäftsfrau und Vorstandsmitglied; Mutter von Microsoft-Mitgründer Bill Gates
- Gates, Nancy (1926–2019), US-amerikanische Schauspielerin
- Gates, Nick (* 1972), australischer Radrennfahrer
- Gates, Phyllis (1925–2006), US-amerikanische Sekretärin und Innenarchitektin
- Gates, Pop (1917–1999), US-amerikanischer Basketballspieler und -trainer
- Gates, Ralph F. (1893–1978), US-amerikanischer Politiker
- Gates, Reginald Ruggles (1882–1962), Genetiker und Botaniker
- Gates, Rick (* 1956), US-amerikanischer Internetpionier
- Gates, Rick (* 1972), US-amerikanischer Manager, Lobbyist und Politikberater
- Gates, Robert (* 1943), US-amerikanischer Politiker (parteilos)
- Gates, Ruth (1962–2018), US-amerikanische Meeresbiologin
- Gates, Seth M. (1800–1877), US-amerikanischer Politiker
- Gates, Sylvester James (* 1950), US-amerikanischer Physiker
- Gates, Synyster (* 1981), US-amerikanischer Musiker, Leadgitarrist der Metal-Band Avenged Sevenfold
- Gates, Theaster (* 1973), US-amerikanischer Konzeptkünstler
- Gates, Thomas, britisch-amerikanischer Politiker
- Gates, Thomas S. (1906–1983), US-amerikanischer Politiker und Diplomat
- Gates, Tucker, US-amerikanischer Fernsehregisseur und Fernsehproduzent
- Gates, William (1788–1868), US-amerikanischer Offizier, Brigadegeneral in der United States Army
- Gates, William H. Sr. (1925–2020), US-amerikanischer Jurist und PhilanthropWilliam H. Gates, Sr. (1925–2020)

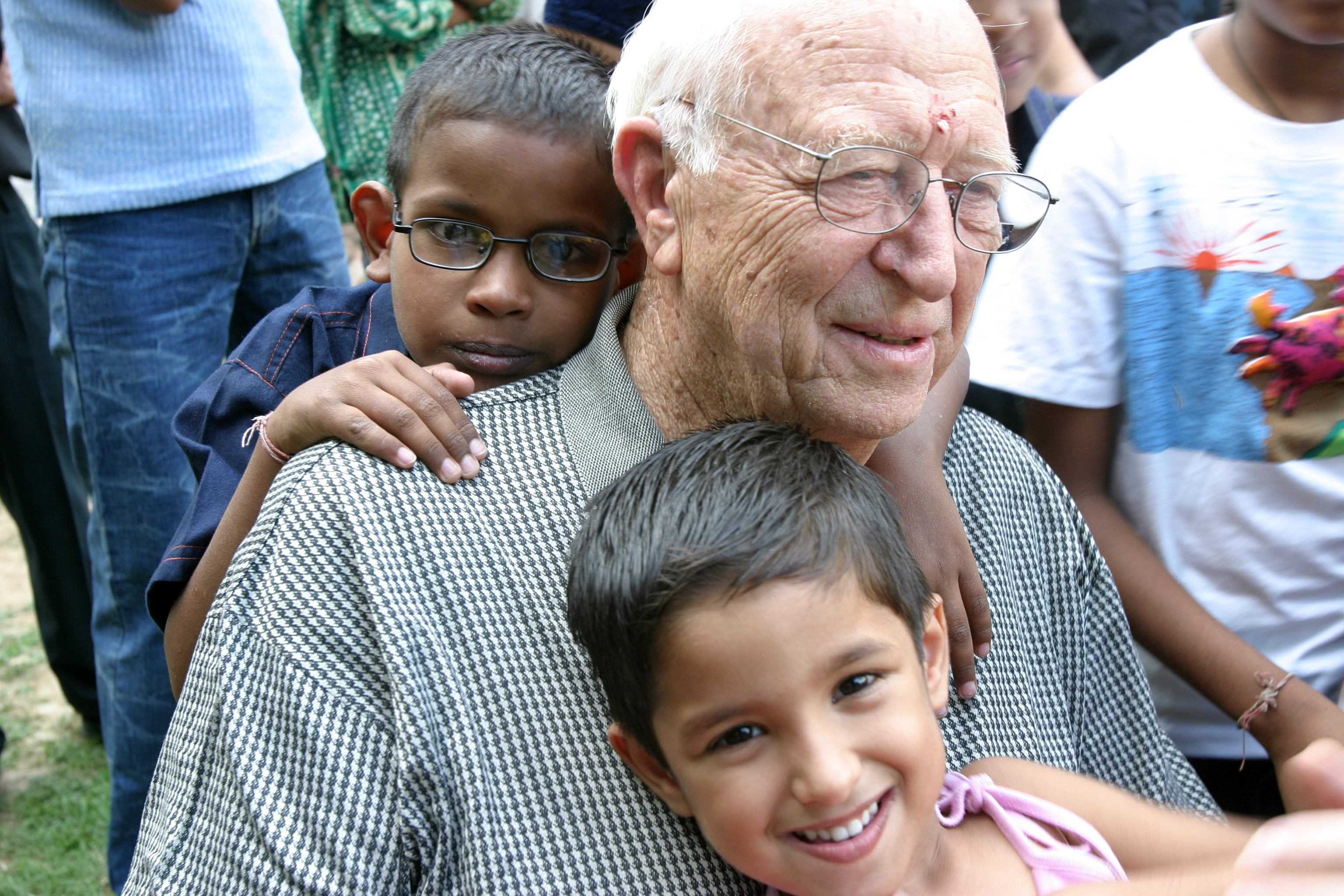
William H. Gates, Sr. (1925–2020)

- Gates, Yancy (* 1989), US-amerikanischer Basketballspieler
- Gates-Meltel, Maria, palauische Politikerin
- Gateson, Marjorie (1891–1977), US-amerikanische Schauspielerin
- Gatet, Laure (1913–1943), französische Résistancekämpferin
- Gatete, Claver (* 1962), ruandischer Diplomat und Politiker
- Gatete, Jean-Baptiste (* 1953), ruandischer Kriegsverbrecher und Politiker
- Gatewood, James (1971–2016), US-amerikanischer Basketballspieler
- Gatewood, Yusuf (* 1982), amerikanischer Schauspieler

### Gatg
- Gätgens, Singa (* 1975), deutsche Fernsehmoderatorin und SchauspielerinSinga Gätgens (* 1975)

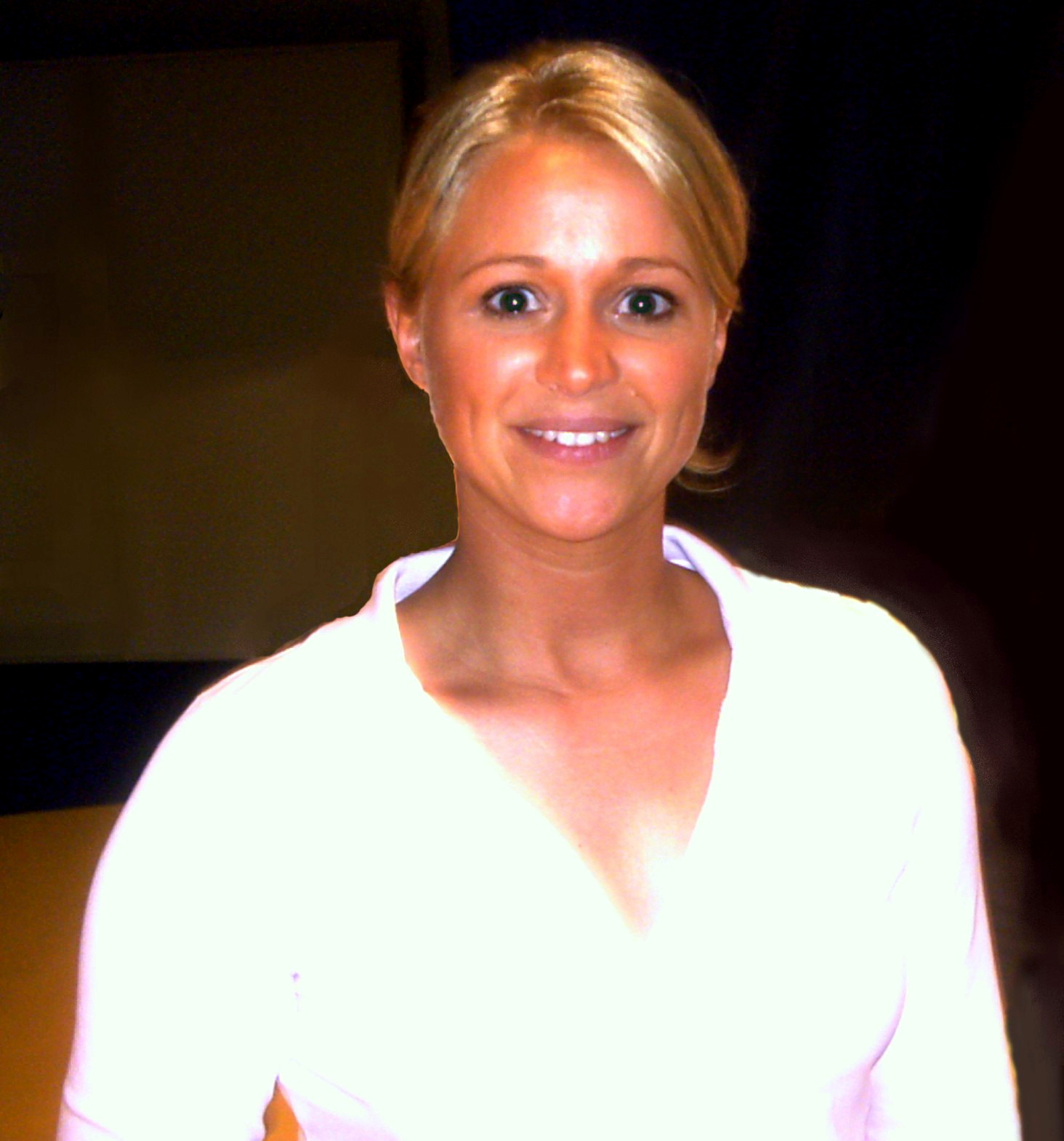
Singa Gätgens (* 1975)

### Gath
- Gath, Goswin Peter (1898–1959), deutscher Schriftsteller
- Gath, Melanie, deutsche Chemikerin, Wissenschaftsjournalistin, Fernsehmoderatorin, Autorin und Webvideoproduzentin
- Gäth, Rudolf (1912–1985), deutscher Chemiker
- Gathegi, Edi (* 1979), US-amerikanischer Schauspieler
- Gathemann, Heinrich (1867–1936), namibischer Bürgermeister
- Gather, Claudia (* 1956), deutsche Wissenschaftlerin
- Gather, Malte, deutscher Physiker und Chemiker
- Gather, Ursula (* 1953), deutsche Statistikerin und Hochschulrektorin
- Gathercole, Terry (1935–2001), australischer Schwimmer
- Gathers, James (1930–2002), US-amerikanischer Sprinter
- Gathimba, Gideon (* 1980), kenianischer Mittelstreckenläufer
- Gathimba, Samuel (* 1987), kenianischer Geher
- Gathings, Ezekiel Candler (1903–1979), US-amerikanischer Politiker
- Gathiru Mejjadonk, Benjamin, kenianischer Politiker
- Gäthke, Sönke, deutscher Hörfunk- und Wissenschaftsjournalist
- Gathmann, Andreas (* 1970), deutscher Mathematiker und Hochschullehrer
- Gathmann, Louis (1843–1917), Ingenieur und Erfinder
- Gathmann, Moritz (* 1980), deutscher Journalist mit Schwerpunkt Osteuropa
- Gathof, Daniel (* 1981), deutscher Radsportler in der Disziplin Mountainbikemarathon
- Gathorne-Hardy, Gathorne, 1. Earl of Cranbrook (1814–1906), britischer Jurist und Politiker
- Gathuessi, Thierry (* 1982), kamerunischer Fußballspieler
- Gathy, August (1800–1858), belgischer Musikschriftsteller
- Gathy, Michael (* 1989), belgischer Pokerspieler

### Gati
- Gati, Kathleen (* 1957), kanadische Schauspielerin
- Gatianus († 301), Erster Bischof von Tours (Frankreich)
- Gatica, Arturo (1921–1996), chilenischer Sänger
- Gatica, Bárbara (* 1996), chilenische Tennisspielerin
- Gatica, Francisco, chilenischer Fußballspieler
- Gatica, Humberto (* 1951), US-amerikanischer Plattenproduzent, Tontechniker und Arrangeur
- Gatica, Joaquín (* 1986), chilenischer Fußballspieler
- Gatica, Jorge (* 1996), chilenischer Fußballspieler
- Gatica, Lucho (1928–2018), chilenischer Sänger
- Gatíca, Santiago (* 1954), chilenischer Fußballspieler
- Gatica, Sofía (* 1967), argentinische Umweltaktivistin
- Gatie, Ali (* 1997), kanadischer Singer-Songwriter und Rapper
- Gatien, Elise (* 1988), kanadische Schauspielerin
- Gatien, Jean-Philippe (* 1968), französischer Tischtennisspieler
- Gatien-Arnoult, Adolphe-Félix (1800–1886), französischer Parlamentarier, Philosoph und Romanist
- Gatignol, Corentin (* 2005), französisch-portugiesischer Skirennläufer
- Gatins, John, US-amerikanischer Regisseur, Drehbuchautor, Produzent und Schauspieler
- Gatiss, Mark (* 1966), britischer Schauspieler, Schriftsteller, Komiker, Hörspiel- und Drehbuchautor und ProduzentMark Gatiss (* 1966)

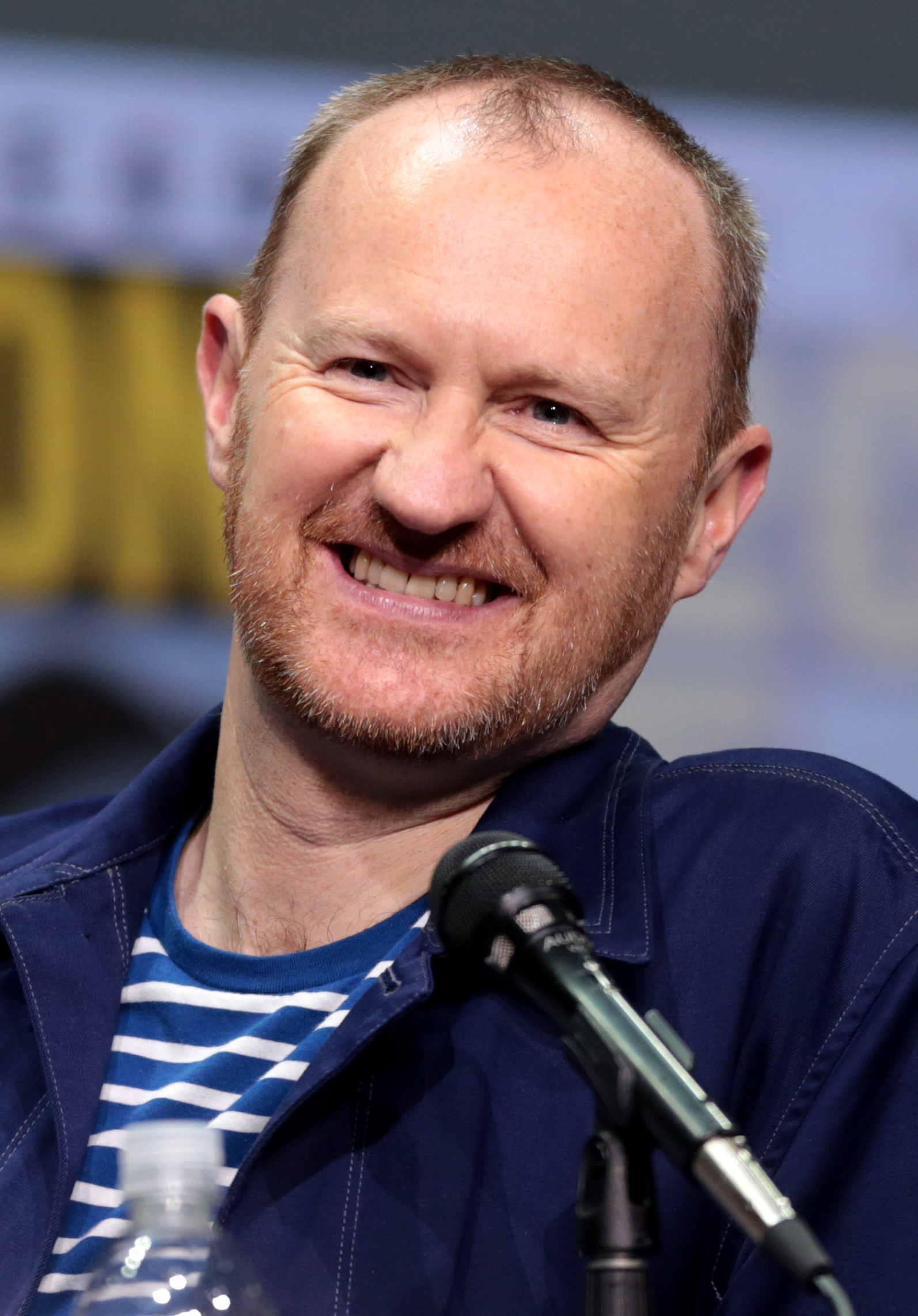
Mark Gatiss (* 1966)

### Gatj
- Gätje, Helmut (1927–1986), deutscher Orientalist und ordentlicher Professor für Orientalistik an der Universität des Saarlandes
- Gätjen, Andy (* 1973), US-amerikanisch-deutscher Schauspieler
- Gätjen, Steven (* 1972), deutsch-US-amerikanischer Fernsehmoderator, Reporter, Schauspieler und FilmkritikerSteven Gätjen (* 1972)

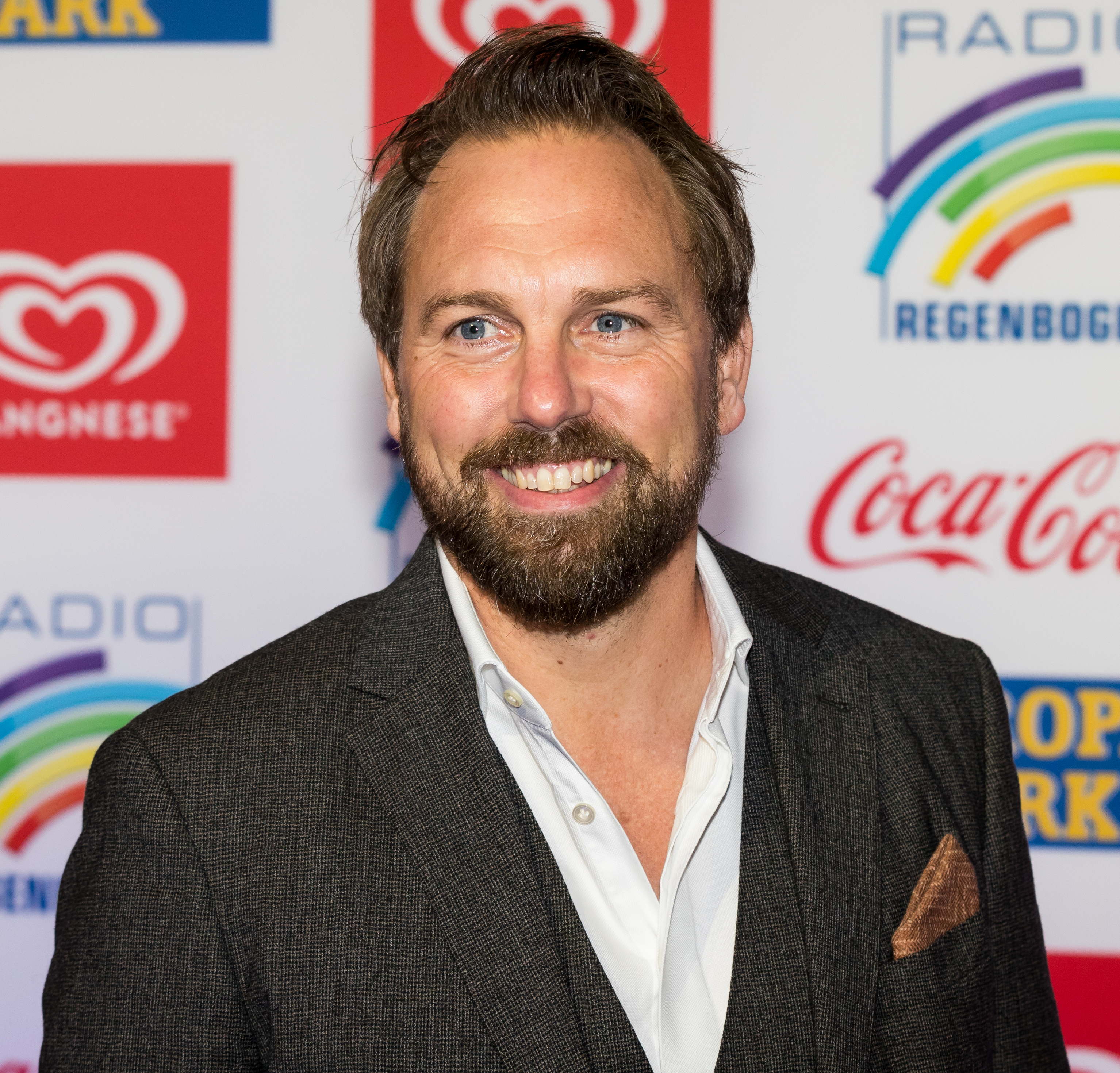
Steven Gätjen (* 1972)

- Gätjens, Manfred (1926–2011), deutscher Jazz- und Unterhaltungsmusiker, Arrangeur und Komponist

### Gatk
- Gätke, Heinrich (1814–1897), deutscher Ornithologe und Kunstmaler

### Gatl
- Gatlabayan, Angelito (* 1952), philippinischer Politiker
- Gatland, Warren (* 1963), neuseeländischer Rugbyspieler und Trainer der walisischen Nationalmannschaft
- Gatlif, Tony (* 1948), französischer Filmregisseur, Schauspieler, Drehbuchautor, Komponist und Filmproduzent
- Gatlin, Alfred Moore (1790–1841), US-amerikanischer Politiker
- Gatlin, Justin (* 1982), US-amerikanischer Sprinter
- Gatlin, Keith (* 1964), US-amerikanischer Basketballspieler
- Gatlin, Larry (* 1948), US-amerikanischer Country-Musiker und Songwriter
- Gatlin, Richard Caswell (1809–1896), US-amerikanischer Offizier der US-Armee und General der Konföderierten im amerikanischen Bürgerkrieg
- Gatling, Chris (* 1967), US-amerikanischer Basketballspieler
- Gatling, Richard Jordan (1818–1903), amerikanischer Erfinder

### Gato
- Gato, Idalmis (* 1971), kubanische Volleyballnationalspielerin
- Gatón del Bierzo, Graf des Bierzo
- Gatou, Maria (* 1989), griechische Sprinterin

### Gatr
- Gatrell, Peter (* 1950), britischer Wirtschaftshistoriker und Migrationsforscher

### Gats
- Gäts, Daniela (* 1964), österreichische Theater- und Filmschauspielerin
- Gatsas, Ted (* 1950), US-amerikanischer Politiker; Bürgermeister von Manchester, New Hampshire
- Gatscher-Riedl, Gregor (* 1974), österreichischer Archivar und Historiker
- Gatschet, Albert Samuel (1832–1907), Schweizer Ethnologe
- Gatschet, Stephanie (* 1983), US-amerikanische Schauspielerin
- Gatschetschiladse, Georgi (1914–1994), sowjetischer Schachfunktionär und Schachtrainer
- Gatschetschiladse, Lewan (* 1964), georgischer Unternehmer und Politiker
- Gatschetschiladse, Tako (* 1983), georgische Sängerin
- Gatschew, Janaki (* 1997), bulgarischer Eishockeyspieler
- Gatschinski, Artur Andrejewitsch (* 1993), russischer Eiskunstläufer
- Gatschke, Herbert (1906–1932), deutsches SA-Mitglied
- Gatsioudis, Konstandinos (* 1973), griechischer Speerwerfer
- Gatski, Frank (1922–2005), US-amerikanischer Footballspieler
- Gatsonides, Maurice (1911–1998), niederländischer Autorennfahrer und Unternehmer
- Gatsos, Angelis (1771–1839), griechischer Militärkommandeur und Oberst

### Gatt
- Gatt, Alastair (* 1966), schottischer Badmintonspieler
- Gatt, Austin (* 1953), maltesischer Politiker
- Gatt, Giuseppe (1933–2009), italienischer Kunstkritiker
- Gatt, Hans (* 1958), österreichischer Langdistanz-Musher
- Gatt, Joseph (* 1974), britischer SchauspielerJoseph Gatt (* 1974)

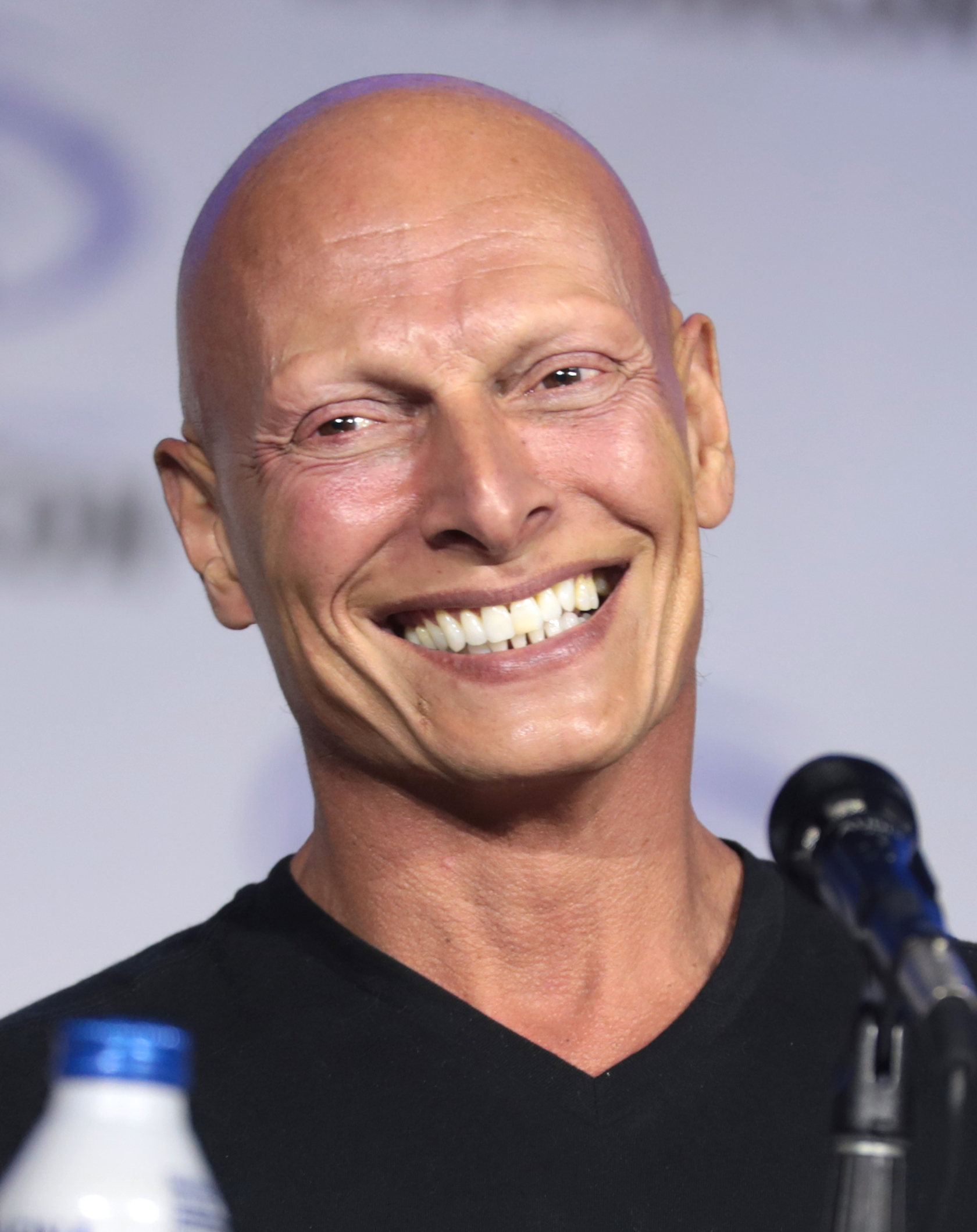
Joseph Gatt (* 1974)

- Gatt, Joshua (* 1991), US-amerikanischer Fußballspieler
- Gatt, Juri (* 2001), österreichischer Wintersportler
- Gatt, Lawrence (* 1941), maltesischer Politiker (Partit Nazzjonalista)
- Gatt, Sean (* 2005), maltesischer Fußballspieler
- Gatt, Stefan (* 1970), österreichischer Bergsteiger und Fotograf
- Gatt, Walter (* 1963), österreichischer Politiker (FPÖ), Landtagsabgeordneter in Tirol
- Gatta, Wilma (* 1956), italienische Skirennläuferin
- Gattafoni, Amedeo (* 1944), italienischer Radrennfahrer
- Gattai, Arrigo (1928–2012), italienischer Sportfunktionär
- Gattai, Caterina (* 1747), italienische Tänzerin
- Gattai, Zélia (1916–2008), brasilianische Autorin
- Gattamelata (1370–1443), italienischer CondottiereGattamelata (1370–1443)

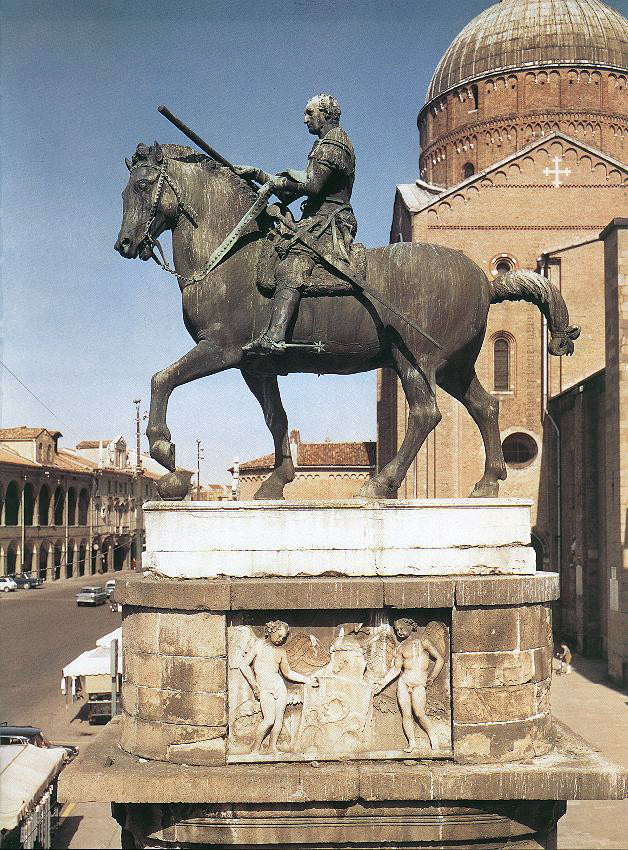
Gattamelata (1370–1443)

- Gattas, Rodrigo (* 1991), chilenischer Fußballspieler
- Gattaz, Pierre (* 1959), französischer Unternehmer und Vorstandsvorsitzender der Firma Radiall
- Gattefossé, René-Maurice (1881–1950), französischer Chemiker und Parfümeur
- Gattegno, Virginia (1923–2022), italienische Holocaustüberlebende
- Gattelli, Daniela (* 1975), italienische Beachvolleyballspielerin
- Gattenhof, Georg Matthäus (1722–1788), deutscher Mediziner, Botaniker und Hochschullehrer
- Gatter, Agatha, Opfer der Hexenverfolgungen in Freiburg
- Gatter, Arthur (1940–1990), deutscher Serienmörder
- Gatter, Magda (1915–2007), deutsche Rundfunkjournalistin und Philanthropin
- Gatter, Nikolaus (* 1955), deutscher Schriftsteller, Publizist und Übersetzer
- Gatter, Peter (1943–1997), deutscher Journalist, Hörfunk- und Fernsehmoderator
- Gatter, Stephan (* 1955), deutscher Politiker (SPD), MdL
- Gatter, Sven (* 1978), deutscher Fotograf
- Gatter, Ursula († 1603), Opfer der Hexenverfolgung in Freiburg
- Gatter, Willibald (1896–1973), sudetendeutscher Automobilfabrikant
- Gatter, Wulf (* 1943), deutscher Forstökologe und Ornithologe
- Gatterbauer, Alois (1882–1963), deutscher Bezirksamtsvorstand in Alzenau
- Gatterburg, Alexander (1893–1968), österreichischer Politiker, Landtagsabgeordneter
- Gatterburg, Karl Josef von (1775–1827), österreichischer Adeliger, Militär und Ritter des Militär-Maria-Theresien-Ordens
- Gatterburg, Konstantin Adolf von (1829–1906), österreichischer Adeliger, Politiker und Landtagsabgeordneter
- Gatterburg, Konstantin Ferdinand von (1860–1914), österreichischer Adeliger, Politiker und Landtagsabgeordneter
- Gatterburg, Konstantin Josef von (1678–1734), österreichischer Adliger, königlicher Mundschenk und wirklicher Hofkammerrat
- Gatterer, Armin (* 1959), italienischer Schriftsteller (Südtirol)
- Gatterer, Bat-El (* 1988), israelische Taekwondoin
- Gatterer, Christoph Wilhelm (1759–1838), deutscher Forstwissenschaftler
- Gatterer, Claus (1924–1984), italienischer Journalist (Südtirol)
- Gatterer, Edeltraud (* 1954), österreichische Hausfrau und Politikerin (ÖVP), Abgeordnete zum Nationalrat
- Gatterer, Johann Christoph (1727–1799), deutscher HistorikerJohann Christoph Gatterer (1727–1799)

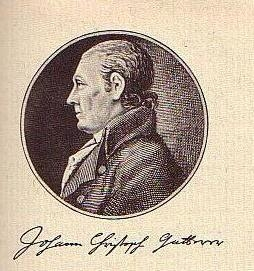
Johann Christoph Gatterer (1727–1799)

- Gattermann, Christian (1788–1860), preußischer Landrat
- Gattermann, Claus Heinrich (* 1968), deutscher Historiker und Schriftsteller
- Gattermann, Franz (* 1955), österreichischer Skilangläufer
- Gattermann, Franz Richard Maria Joseph (1753–1830), deutscher Richter und Beamter
- Gattermann, Günter (1929–2018), deutscher Bibliothekar und Historiker
- Gattermann, Hans H. (1931–1994), deutscher Politiker (FDP), MdB
- Gattermann, Klaus (* 1961), deutscher Skirennläufer
- Gattermann, Ludwig, deutscher Fußballspieler
- Gattermann, Ludwig (1860–1920), deutscher Chemiker
- Gattermann, Rolf (1949–2006), deutscher Zoologe und Hochschullehrer
- Gattermayer, Angelo (* 2002), österreichischer Fußballspieler
- Gattermeyer, Heinrich (1923–2018), österreichischer Komponist
- Gatternicht, Adam (1819–1899), württembergischer Lithograph und Verleger
- Gatternig, Nicole (* 1987), österreichische Fußballspielerin
- Gatti de Gamond, Isabelle (1839–1905), belgische Feministin und Pädagogin
- Gatti, Agostino (1841–1897), Schweizer Politiker
- Gatti, Armand (1924–2017), französischer Schriftsteller und Regisseur
- Gatti, Arturo (1972–2009), kanadischer Boxer
- Gatti, Bernardino († 1576), italienischer Maler
- Gatti, Carlo (1817–1878), schweizerisch-britischer Unternehmer und Politiker
- Gatti, Carlo (1876–1965), italienischer Komponist und Musikschriftsteller
- Gatti, Daniele (* 1961), italienischer DirigentDaniele Gatti (* 1961)

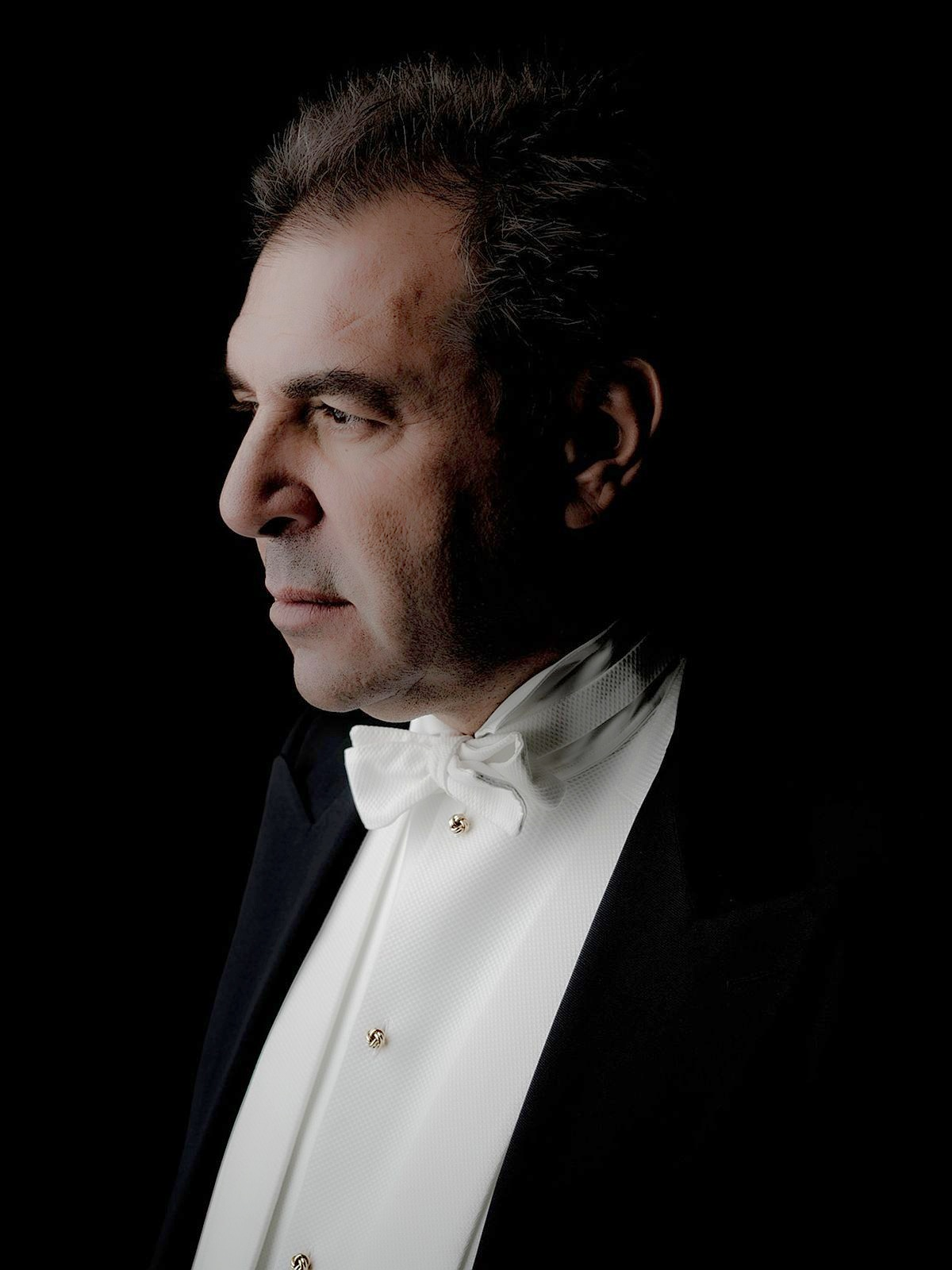
Daniele Gatti (* 1961)

- Gatti, Eduardo (* 1949), chilenischer Cantautor
- Gatti, Enrico (* 1955), italienischer Violinist und Dirigent
- Gatti, Fabio (* 1982), italienischer Fußballspieler
- Gatti, Fabrizio (* 1966), italienischer Journalist
- Gatti, Federico (* 1998), italienischer Fußballspieler
- Gatti, Gabriele (* 1953), san-marinesischer Politiker, Regierungschef von San Marino
- Gatti, Giancarlo (* 1936), italienischer Comiczeichner
- Gatti, Giuseppe (1838–1914), italienischer Klassischer Archäologe und Epigraphiker
- Gatti, Guglielmo (1905–1981), italienischer Klassischer Archäologe
- Gatti, Hugo (1944–2025), argentinischer Fußballspieler
- Gatti, Jennifer (* 1968), US-amerikanische Schauspielerin
- Gatti, Laura (* 1979), san-marinesische Tennisspielerin
- Gatti, Luigi (1740–1817), Komponist
- Gatti, Luigi (1875–1912), italienischer GeschäftsmannLuigi Gatti (1875–1912)

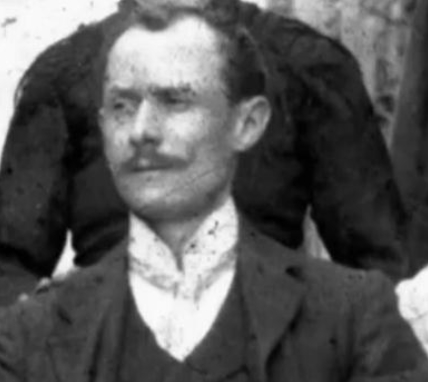
Luigi Gatti (1875–1912)

- Gatti, Luigi (* 1946), katholischer Bischof
- Gatti, Marcello (1924–2013), italienischer Kameramann
- Gatti, Marco (* 1967), san-marinesischer Politiker
- Gatti, María Ester (1918–2010), uruguayische Menschenrechtsaktivistin
- Gatti, Martino (* 1971), deutscher Fußballspieler
- Gatti, Matteo (* 2001), san-marinesischer Skirennläuferin
- Gatti-Casazza, Giulio (1869–1940), italienischer Opernmanager
- Gattia, Alarico (1927–2022), italienischer Comiczeichner, -autor und Illustrator
- Gattiker, Hans-Caspar (* 1975), Schweizer Schauspieler
- Gattiker, Hermann (1865–1950), Schweizer Maler
- Gattiker, Mario (* 1956), Schweizer Jurist und Staatssekretär
- Gattiker, Ruth (1923–2021), Schweizer Anästhesistin
- Gattilusio, Domenico († 1458), Archon (Regent bzw. Herr) von Lesbos
- Gattilusio, Dorino I. († 1455), Archon (Regent/Herr) von Lesbos (1428–1455)
- Gattilusio, Francesco I. († 1384), italienischer Patrizier und Archon von Lesbos
- Gattilusio, Francesco II. († 1403), Herr von Lesbos
- Gattilusio, Jacopo († 1428), Archon von Lesbos
- Gattilusio, Niccolo II. († 1462), letzter Archon von Lesbos
- Gattilusio, Palamede († 1455), Herr von Ainos (1409–1455)
- Gattinara, Mercurino Arborio di (1465–1530), italienischer Jurist und Staatsmann
- Gattineau, Heinrich (1905–1985), deutscher Volkswirt, SA-Führer und Direktor der I.G. Farben
- Gatting, Michelle (* 1993), dänische AutomobilrennfahrerinMichelle Gatting (* 1993)

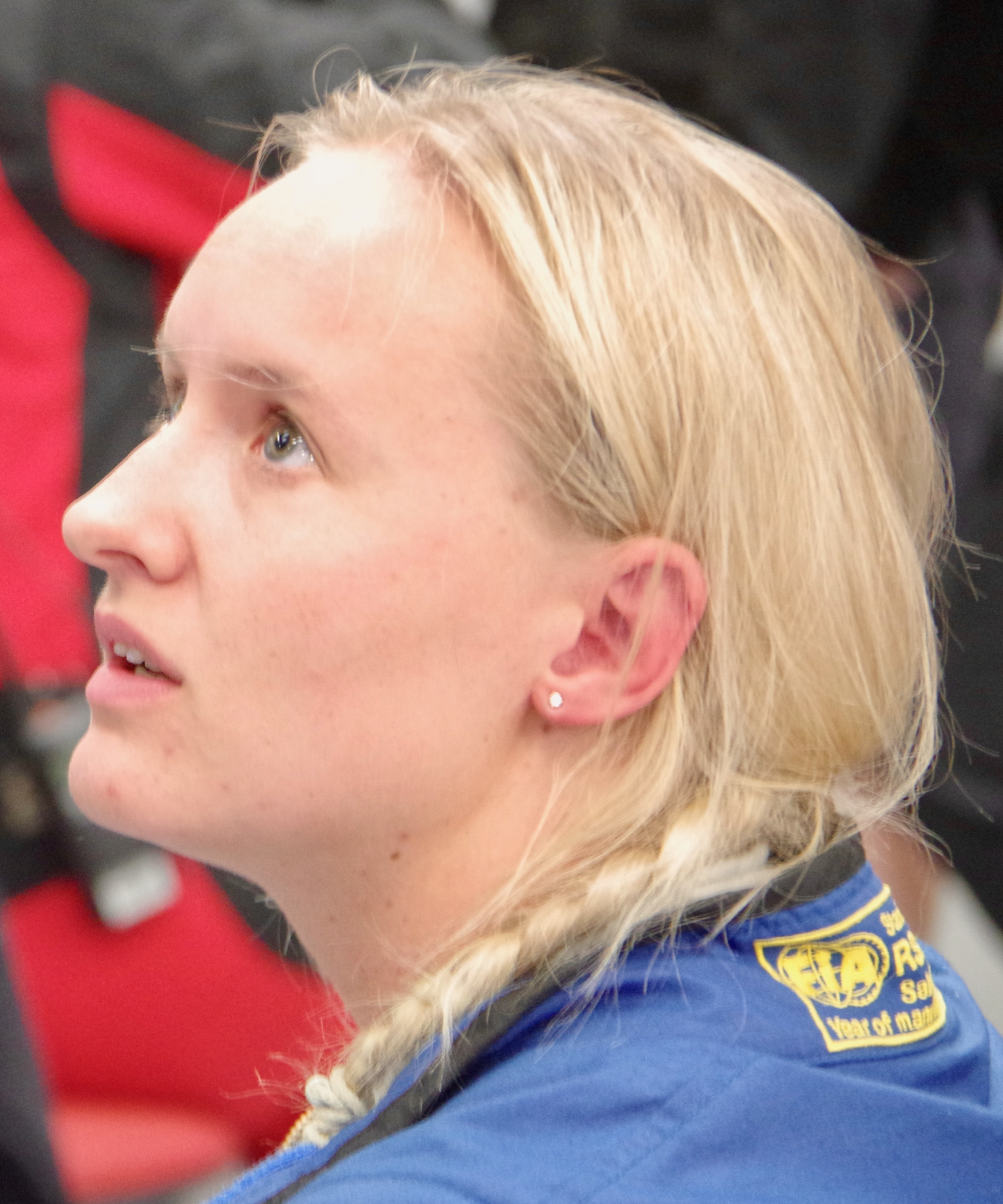
Michelle Gatting (* 1993)

- Gattinger, Augustin (1825–1903), US-amerikanischer Botaniker und Arzt deutscher Abstammung
- Gattinger, Kurt (1914–2007), österreichischer SS-Offizier, Jurist und Politiker (ÖVP)
- Gattinger, Markus (1713–1753), bayerischer Kunstschmied
- Gattinger, Robert (1902–1980), österreichischer Maler und Grafiker
- Gattinger, Traugott Erich (1930–2006), österreichischer Geologe
- Gattinger, Wilhelm (1861–1927), deutscher Landschaftsmaler
- Gattino, Wanda (* 1969), argentinischer Comiczeichner
- Gattinoni, Luciano (1945–2024), italienischer Arzt und Wissenschaftler
- Gättke, Walter (1896–1967), deutscher Lyriker, Dramatiker und Theaterkritiker
- Gatto, Angelo (1922–2018), italienischer Maler und Mosaizist
- Gatto, Anthony (* 1973), US-amerikanischer Jongleur
- Gatto, Armando (1928–2019), italienischer Pianist und Dirigent
- Gatto, Eugenio (1911–1981), italienischer Politiker, Mitglied der Camera dei deputati und des Senato della Repubblica
- Gatto, John Taylor (1935–2018), US-amerikanischer Lehrer, Autor und Redner
- Gatto, Luciano (* 1934), italienischer Comiczeichner
- Gatto, Massimiliano (* 1995), italienischer Fußballspieler
- Gatto, Oscar (* 1985), italienischer Radrennfahrer
- Gatto, Raoul (1930–2017), italienischer theoretischer Physiker
- Gatto, Roberto (* 1958), italienischer Jazz-Schlagzeuger
- Gatto, Simone († 1595), italienischer Kapellmeister und Komponist
- Gatto-Monticone, Giulia (* 1987), italienische Tennisspielerin
- Gatton, Danny (1945–1994), US-amerikanischer Gitarrist
- Gattorno, Anna Rosa (1831–1900), italienische Wohltäterin, Nonne und Mystikerin
- Gattow, Gerhard (1926–2002), deutscher Chemiker und Hochschullehrer
- Gattow, Walter (1917–1995), deutscher Heimatschriftsteller und Redaktionsleiter
- Gattringer, Christof (* 1966), österreichischer Teilchenphysiker
- Gattringer, Eva Maria (* 1959), österreichische Politikerin (ÖVP), Landtagsabgeordnete
- Gattringer, Oliver (1967–2022), österreichischer Jazzschlagzeuger
- Gattung, Heinz (1921–2004), deutscher Zimmermann und Mitglied der Volkskammer der DDR
- Gattung, Theresa (* 1962), neuseeländische Unternehmerin und Managerin
- Gattung, Vanessa (* 1989), deutsche Kommunalpolitikerin der SPD
- Gattuso, Gennaro (* 1978), italienischer Fußballspieler und -trainerGennaro Gattuso (* 1978)

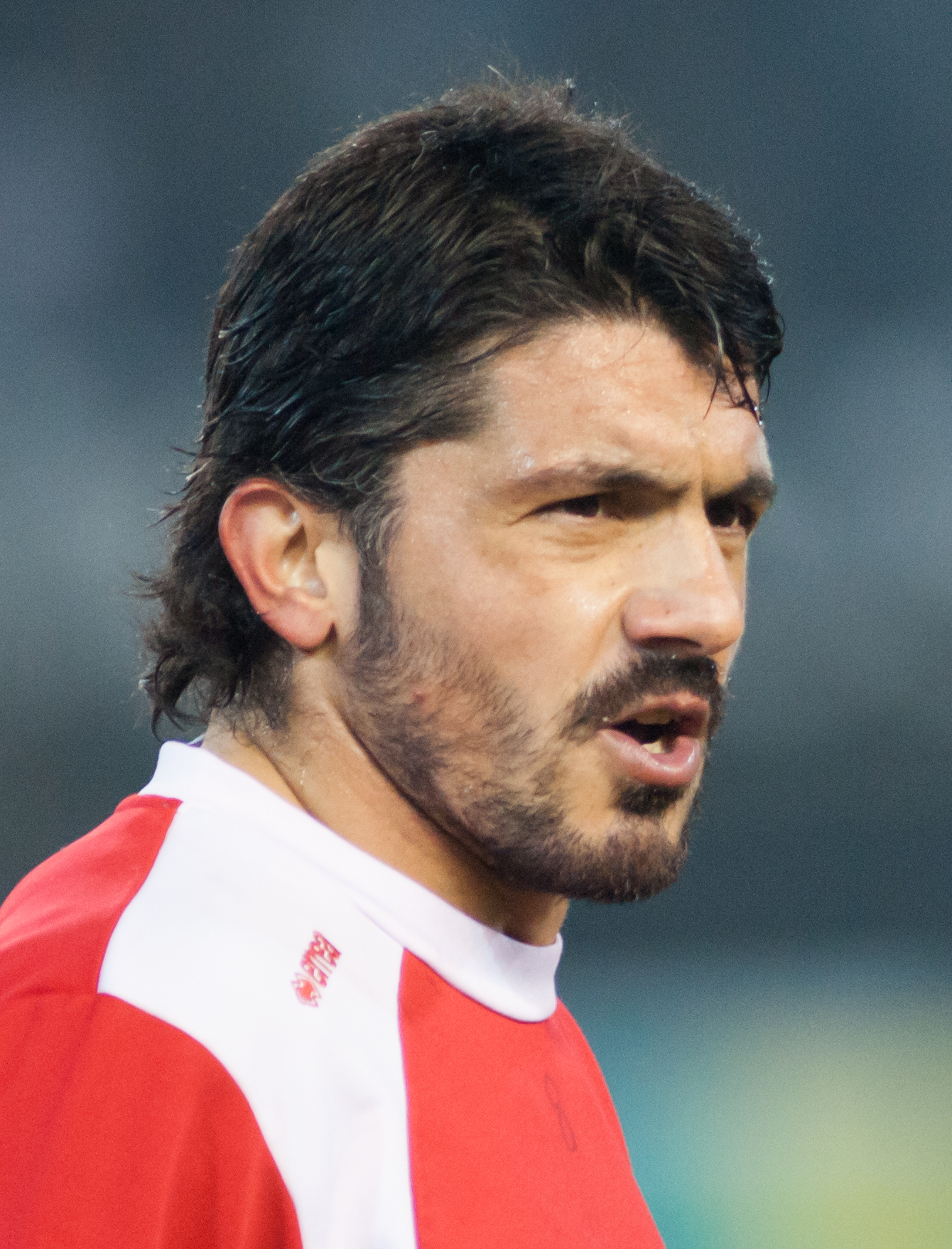
Gennaro Gattuso (* 1978)

- Gattuso, Stefano (* 1984), italienischer Autorennfahrer
- Gatty, Harold (1903–1957), australischer Erfinder und Luftfahrtpionier
- Gatty, Margaret (1809–1873), englische Schriftstellerin und Botanikerin

### Gatu
- Gațu, Cristian (* 1945), rumänischer Handballspieler, Trainer, Sportfunktionär, Staatssekretär für Jugend und Sport, Brigadegeneral sowie Präsident des rumänischen Handball-Verbandes

### Gatw
- Gatwa, Ncuti (* 1992), ruandisch-britischer SchauspielerNcuti Gatwa (* 1992)

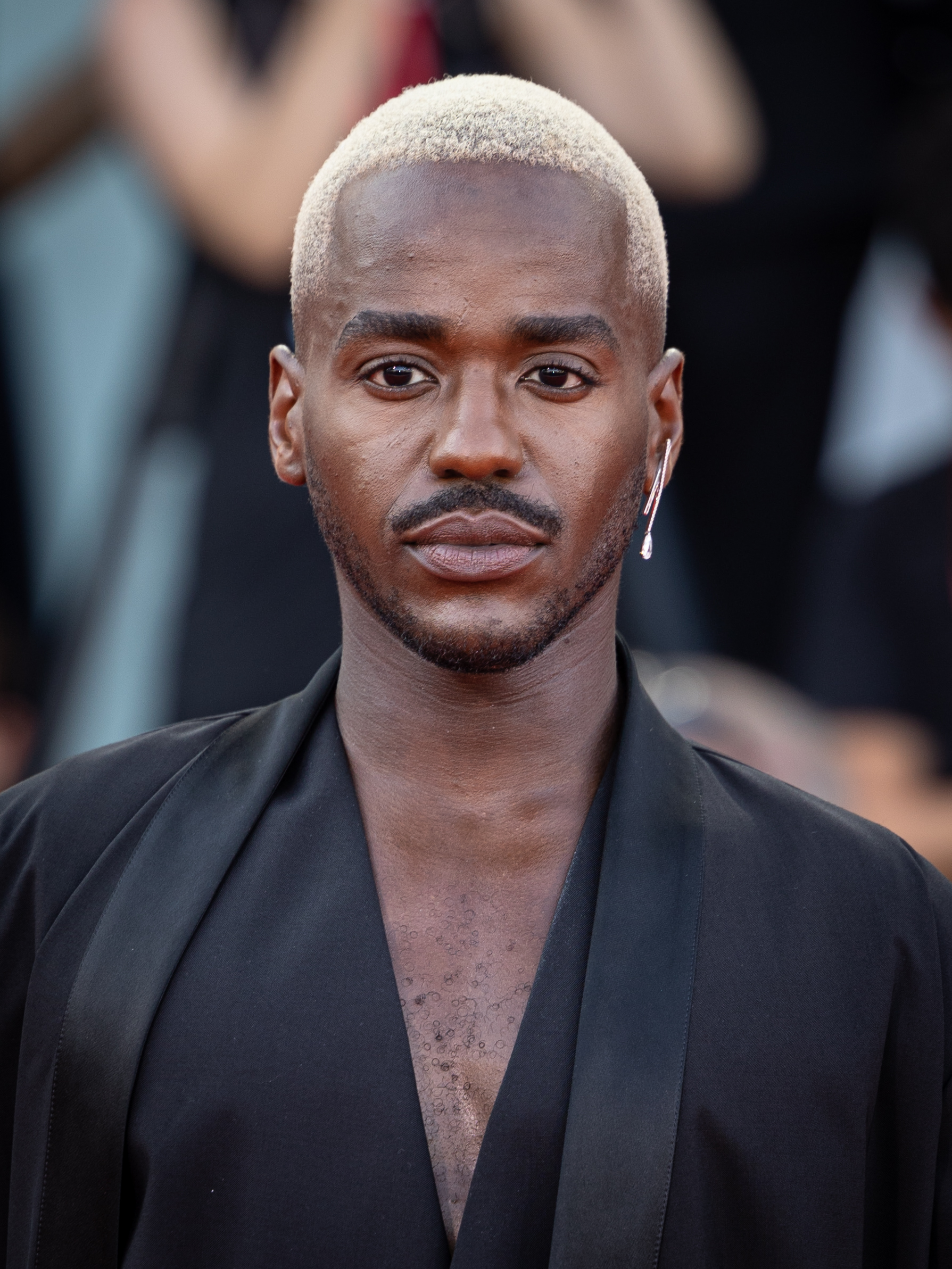
Ncuti Gatwa (* 1992)

- Gatwech, Nyakim (* 1993), südsudanesisches Model

### Gaty
- Gaty, Christian (1925–2019), französischer Comiczeichner

### Gatz
- Gatz, Christiane (* 1958), deutsche Molekularbiologin und Hochschullehrerin
- Gatz, Erwin (1933–2011), deutscher Theologe und Kirchenhistoriker
- Gatz, Stephan (* 1955), deutscher Jurist, ehemaliger Richter am Bundesverwaltungsgericht
- Gatza, Mathias (* 1963), deutscher Verleger, Verlagslektor und Schriftsteller
- Gatzekow, Johann von, Domherr zu Schwerin, Hamburg und Bremen, Dekanat in Lübeck
- Gatzemeier, Matthias (* 1937), deutscher Philosoph
- Gatzemeier, Thomas (* 1954), deutscher Maler, Bildhauer und Autor
- Gatzen, Julius (* 1903), deutscher Architekt
- Gatzen, Karl (1921–1975), deutscher Politiker (CDU), MdB
- Gatzer, Werner (* 1958), deutscher Jurist und politischer Beamter
- Gatzert, Christian Hartmann Samuel von († 1807), deutscher Jurist und Politiker
- Gatzert, Nadine (* 1979), deutsche Wirtschaftsmathematikerin und Hochschullehrerin
- Gatzert, Richard (* 1887), jüdischer Rechtsanwalt; Opfer des Holocaust
- Gatzka, Claudia (* 1985), deutsche Historikerin
- Gatzka, Sebastian (* 1982), deutscher Leichtathlet
- Gatzke, André (* 1975), deutscher FernsehmoderatorAndré Gatzke (* 1975)

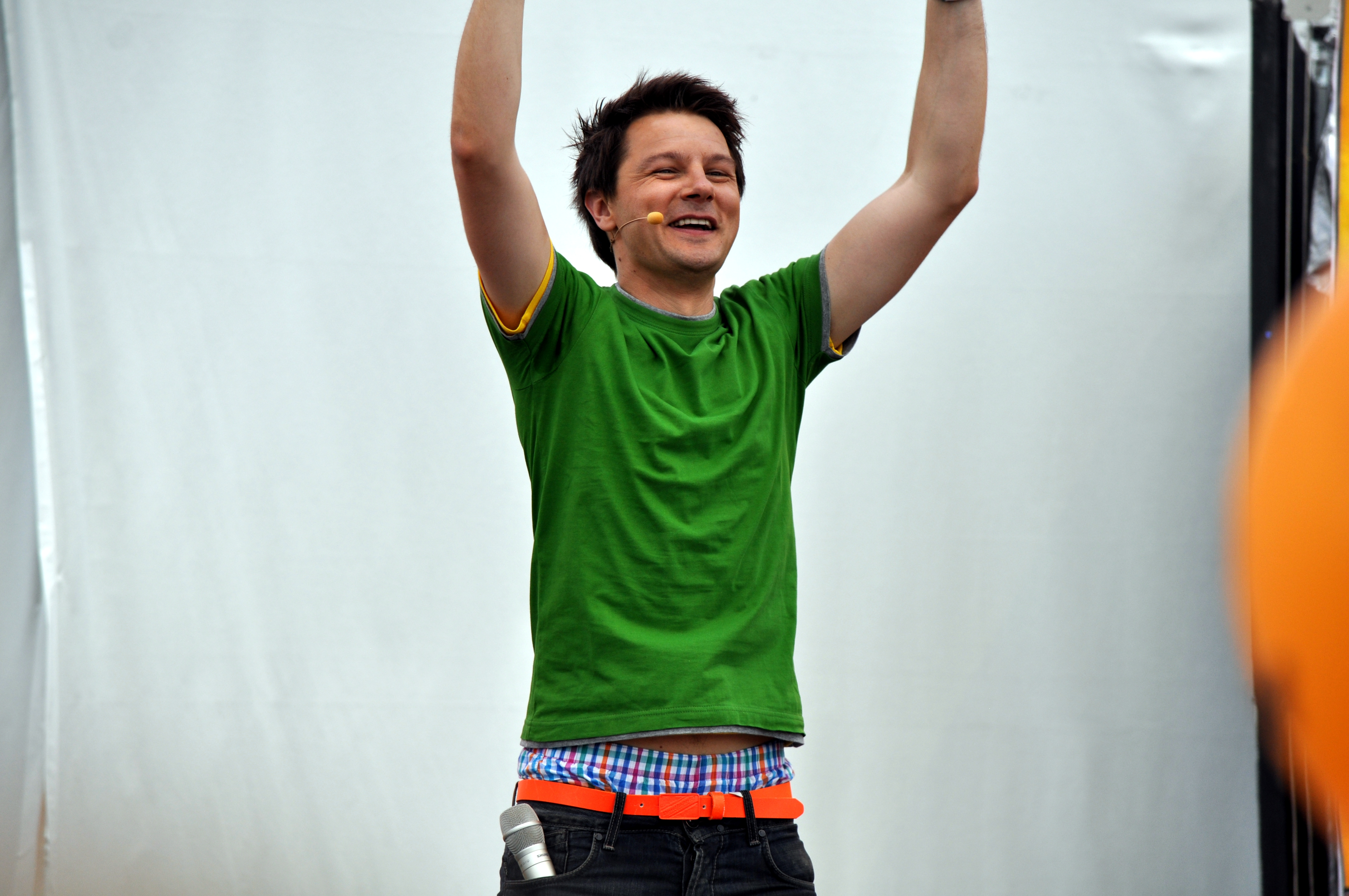
André Gatzke (* 1975)

- Gatzke, Bernhard (* 1959), deutscher Mittel- und Langstreckenläufer
- Gatzke, Hans (1915–1987), deutsch-amerikanischer Historiker
- Gatzke, Wolfgang (* 1952), deutscher Polizist und Präsident des Landeskriminalamts Nordrhein-Westfalen
- Gatzlaff-Hälsig, Margot (1934–2022), deutsche Indologin
- Gatzmaga, Clemens Bruno (* 1985), deutscher Schriftsteller und Kurator
- Gatzsch, Nancy (* 1990), deutsche Unihockeyspielerin
- Gätzschmann, Moritz Ferdinand (1800–1895), deutscher Bergmann
- Gatzweiler, Ferdinand (* 1955), deutscher Kommunalpolitiker (SPD), Bürgermeister von Stolberg
- Gatzweiler, Gerd (* 1945), deutscher Taekwondo-Trainer
- Gatzweiler, Karl (1920–1997), deutscher Politiker (CDU) und Bürgermeister
- Gatzweiler, Norbert (* 1942), deutscher Rechtsanwalt Strafverteidiger